# Wasungen
Wasungen é uma cidade da Alemanha localizada no distrito de Schmalkalden-Meiningen, estado da Turíngia.
A cidades de Wasungen é membro e sede do Verwaltungsgemeinschaft (plural: Verwaltungsgemeinschaften - português: corporações ou corpos administrativos centrais) de Wasungen-Amt Sand. Os antigos municípios de Hümpfershausen, Metzels, Oepfershausen, Unterkatz e Wahns foram incorporados em janeiro de 2019.